# Margaret Woodrow Wilson
Margaret Woodrow Wilson (née le 16 avril 1886 à Gainesville (Géorgie), morte le 12 février 1944 à Pondichéry) est la première des enfants du président des États-Unis Woodrow Wilson et son épouse Ellen Wilson. À la mort de sa mère le 6 août 1914, Margaret Woodrow Wilson joue le rôle d'hôtesse de la Maison-Blanche jusqu'au remariage de Wilson le 18 décembre 1915.

## Biographie
Ses deux parents s'identifient fortement au sud, ses deux grands-pères furent des pasteurs protestants. Ses parents vivent dans le nord où son père enseigne, sa mère s'efforce de lui donner une éducation bourgeoise ; Ellen Wilson s'arrange pour rester avec sa famille à Gainesville pour les naissances de ses deux premières filles. Margaret fréquente les écoles locales, parfois associées aux collèges où son père enseigne pendant son enfance.
D'une opinion à l'opposé de son père, proche des féministes, elle quitte la Maison Blanche et s'installe à New York en 1914.
Margaret Woodrow Wilson tente une carrière de chanteuse et fait plusieurs enregistrements. En 1914, My Laddie sort chez Columbia Records, #39195. Elle passe plusieurs mois à divertir les troupes en France en 1918. Elle fait une dépression nerveuse qui met fin à sa carrière d'interprète en 1923 et intègre une agence de publicité ; cette dépression nerveuse durera toute sa vie.
Dans son testament révélé en 1924, son père lui lègue une rente de 2 500 $ par an (soit une valeur de 37 752 $ aujourd'hui) tant que ce montant n'excède pas le tiers des revenus annuels de sa succession, et tant qu'elle reste célibataire.
En 1932, Margaret découvre les essais de Sri Aurobindo sur la Bhagavad-Gita en parcourant la bibliothèque publique de New York. Elle entame une correspondance avec le spiritualiste En avril 1938, après avoir reçu sa permission, Margaret Wilson se rend à l'ashram de Sri Aurobindo à Pondichéry, en Inde, où elle restera toute sa vie. Elle devient membre et dévote de l'ashram et reçoit le nom en religion de Nistha, qui signifie « dévouement » en sanskrit. Elle et le mythologue Joseph Campbell éditent la traduction anglaise de l'ouvrage classique sur le mystique hindou, Sri Ramakrishna, The Gospel of Sri Ramakrishna par Swami Nikhilananda, publiée en 1942, par le Ramakrishna-Vivekananda Center, New York.
Wilson meurt d'une urémie et est enterrée à Pondichéry, en Inde, en 1944.

## Source de la traduction
- (en) Cet article est partiellement ou en totalité issu de l’article de Wikipédia en anglais intitulé « Margaret Woodrow Wilson » (voir la liste des auteurs).